# Alfredo Abon Lee
Alfredo Abón Lee (Santa Clara, 25 de outubro de 1927 - Englewood, 4 de dezembro de 2012) foi um oficial do exército cubano de ascendência chinesa.

## Biografia
Como capitão, ele foi o comandante da guarnição do Esquadrão Yaguajay e foi enviado para Las Villas, substituindo o Coronel Roger Rojas Lavernia, onde enfrentou o Movimento 26 de Julho em dezembro de 1958, em um dos combates finais da Revolução Cubana. Antes disso, servira no Batalhão 22 durante operações no Leste de Cuba.
Ele morreu em 4 de dezembro de 2012, em Englewood, Nova Jersey, nos Estados Unidos.